# Tổng giáo phận Zaragoza
Tổng giáo phận Saragossa (tiếng Latinh: Archidioecesis Caesaraugustana) là một lãnh thổ giáo hội Công giáo Roma nằm ở phía đông bắc Tây Ban Nha, thuộc tỉnh Zaragoza, một phần của cộng đồng tự trị Aragón. Tổng giáo phận đứng đầu tỉnh Saragossa, giáo hội, có thẩm quyền đô thành đối với các giáo phận trực thuộc Barbastro-Monzón, Huesca, Tarazona, và Teruel và Albarracín. 
Giáo phận được thành lập vào thời La Mã; Giáo hoàng John XXII đã nâng nó lên một tổng giáo phận vào năm 1318.